# Ordre de l'Amitié des peuples (Burundi)
Cet article concerne une distinction burundaise. Pour la décoration soviétique, voir Ordre de l'Amitié des peuples.
Pour les articles homonymes, voir Ordre de l'Amitié.
L'ordre de l'Amitié des peuples est une décoration du Burundi créée le 16 juin 1982.
Il distingue les personnes œuvrant dans la défense des droits de l'homme, le développement économique du Burundi, la promotion des œuvres sociales et l'amitié des peuples,.

## Classes
L'ordre se compose des classes suivantes : 
- grand officier ;
- commandeur ;
- officier ;
- chevalier.